# Literaturveranstaltung
Literaturveranstaltungen widmen sich der Verbreitung und Vermittlung von klassischer oder zeitgenössischer Literatur. Meist werden Literaturveranstaltungen oder Literaturfestivals in zeitlich wiederkehrender Abfolge gezeigt, die sich jährlich oder zweijährlich wiederholen. 
Literaturveranstaltungen werden häufig von Literaturbüros oder den Kulturämtern der Städte ausgerichtet. Zunehmend kommt es zu touristisch/literarischen Vermischungen, indem die Kulturbüros in Zusammenarbeit mit Stadtmarketing und stadttouristischen Einrichtungen, die Besucher zu großen Literaturveranstaltungen in die Städte locken. Viele Städte haben das touristische Potenzial ihrer berühmten Söhne und Töchter erkannt. Beispiele sind Augsburg (Bertolt Brecht), Marbach am Neckar (Friedrich Schiller) oder Frankfurt am Main (Johann Wolfgang von Goethe).
Die Vermittlung von Literatur kann in Form von Leseinszenierungen, Autorenlesungen oder als Kolloquien, wissenschaftliche Betrachtungen und Seminaren stattfinden. Meist werden wissenschaftliche Literaturveranstaltungen von literarischen Vereinigungen, wie zum Beispiel der Hans-Fallada-Gesellschaft eV durchgeführt. Hier geht es weniger um Unterhaltung und die Erbauung der Teilnehmer, vielmehr wird das Leben und Wirken einzelner Autoren beleuchtet.  
Interessante Ansätze, Literatur spielerisch und szenisch/darstellerisch zu vermitteln, wären: 
- Mord am Hellweg, ausgerichtet vom Westfälischen Literaturbüro. Hier geht die ganze Hellwegregion alle zwei Jahre auf Mörder- und Verbrechersuche und jagt von Krimiautoren erdachte Ganoven oder:
- Poetry-Slam ist eine sehr dynamische und zeitgemäße Form der Literaturvermittlung. Hier kann jeder öffentlich vor Publikum, begrenzt in einem engen Zeitrahmen, seine Texte vortragen und sich von den Besuchern bewerten lassen. Die besten bekommen einen Preis. In 120 deutschen Städten werden poetry slams veranstaltet. Entstanden ist der „poetry slam“ in dem Chicagoer Green Mill Jazzclub, wo der Bauarbeiter Marc Kelly Smith 1987 den ersten Slam veranstaltete.
- die in einem tatsächlichen Gerichtssaal stattfindende szenische Lesung eines Gerichtsdramas, zum Teil mit Schauspielern, teils mit begabten Laien wie die Veranstaltungsreihe des Marburger Arbeitsgerichtsvereins, die seit 2003 mit gutem Publikumszuspruch läuft.

## Veranstaltungen und Festivals
- Aachener Kinder- und Jugendbuchwochen
- Frankfurter Poetik-Vorlesungen